# Cheng Ming
Cheng Ming (n. 11 februarie 1986, Jilin⁠(d), Republica Populară Chineză) este o arcașă ce a reprezentat Republica Populară Chineză, medaliată olimpică. A participat la o ediție a Jocurilor Olimpice (2012) în care a câștigat o medalie de argint.